# Piabucina pleurotaenia
Piabucina pleurotaenia is een straalvinnige vissensoort uit de familie van de slankzalmen (Lebiasinidae). De wetenschappelijke naam van de soort is voor het eerst geldig gepubliceerd in 1903 door Regan.